# Diocesi di Colima
La diocesi di Colima (in latino: Dioecesis Colimensis) è una sede della Chiesa cattolica in Messico suffraganea dell'arcidiocesi di Guadalajara. Nel 2023 contava 678.000 battezzati su 801.000 abitanti. È retta dal vescovo Gerardo Díaz Vázquez.

## Territorio
La diocesi comprende per intero lo stato messicano di Colima e otto comuni dello stato di Jalisco: Jilotlán de los Dolores, Pihuamo, Tecalitlán, Tolimán, Tonaya, Tonila, Tuxcacuesco e Zapotitlán de Vadillo.
Sede vescovile è la città di Colima, dove si trova la cattedrale della Vergine di Guadalupe.
Il territorio si estende su una superficie di 11.391 km² ed è suddiviso in 78 parrocchie, raggruppate in 8 decanati: San Felipe de Jesús, San Francisco de Asís, San Miguel Arcángel, Cristo Rey, Nuestra Señora de Guadalupe, Nuestra Señora de la Candelaria, San Miguel de la Mora e Nuestra Señora de la Asunción.

## Storia
La diocesi è stata eretta l'11 dicembre 1881 con la bolla Si principum di papa Leone XIII, ricavandone il territorio dall'arcidiocesi di Guadalajara.
Colima aveva già un proprio seminario, fondato nel 1846 come seminario ausiliare dell'arcidiocesi di Guadalajara.
Il 2 maggio 1953 per effetto del decreto Quo melius della Congregazione Concistoriale ha incorporato le parrocchie di Aquila, Coahuayana e Villa Victoria, che erano appartenute alla diocesi di Tacámbaro. Il 31 gennaio 1961 ha ulteriormente ingrandito il proprio territorio con 4 comuni, Tamazula, Tuxpan, Venustiano Carranza (San Gabriel), Zapotitlie, già appartenuti all'arcidiocesi di Guadalajara.
Ha ceduto a più riprese porzioni del suo territorio a vantaggio dell'erezione di nuove circoscrizioni ecclesiastiche: la diocesi di Autlán il 28 gennaio 1961, la diocesi di Apatzingán il 30 aprile 1962, e la diocesi di Ciudad Guzmán il 25 marzo 1972.
Il 17 marzo 1994, con la lettera apostolica Fideles ecclesialis, papa Giovanni Paolo II ha confermato la Beata Maria Vergine di Guadalupe patrona della diocesi.

## Cronotassi dei vescovi
Si omettono i periodi di sede vacante non superiori ai 2 anni o non storicamente accertati.
- Francisco Melitón Vargas y Gutiérrez † (15 marzo 1883 - 1º giugno 1888 nominato vescovo di Tlaxcala)
- Francisco de Paula Díaz y Montes † (27 maggio 1889 - 14 aprile 1891 deceduto)
- Atenógenes Silva y Álvarez Tostado † (11 luglio 1892 - 21 agosto 1900 nominato arcivescovo di Michoacán)
  - Sede vacante (1900-1903)
- José Amador Velasco y Peña † (30 luglio 1903 - 30 giugno 1949 deceduto)
- Ignacio de Alba y Hernández † (30 giugno 1949 succeduto - 25 luglio 1967 ritirato[3])
- Leonardo Viera Contreras † (25 luglio 1967 - 25 marzo 1972 nominato vescovo di Ciudad Guzmán)
- Rogelio Sánchez González † (23 luglio 1972 - 8 febbraio 1980 dimesso)
- José Fernández Arteaga † (8 febbraio 1980 - 20 dicembre 1988 nominato arcivescovo coadiutore di Chihuahua)
- Gilberto Valbuena Sánchez † (8 luglio 1989 - 9 giugno 2005 ritirato)
- José Luis Amezcua Melgoza (9 giugno 2005 - 11 novembre 2013 ritirato)
- Marcelino Hernández Rodríguez (11 novembre 2013 - 23 dicembre 2021 ritirato)[4]
- Gerardo Díaz Vázquez, dal 13 maggio 2023

## Statistiche
La diocesi nel 2023 su una popolazione di 801.000 persone contava 678.000 battezzati, corrispondenti all'84,6% del totale.
| anno | popolazione | popolazione | popolazione | presbiteri | presbiteri | presbiteri | presbiteri                | diaconi | religiosi | religiosi | parrocchie |
| anno | battezzati  | totale      | %           | numero     | secolari   | regolari   | battezzati per presbitero | diaconi | uomini    | donne     | parrocchie |
| ---- | ----------- | ----------- | ----------- | ---------- | ---------- | ---------- | ------------------------- | ------- | --------- | --------- | ---------- |
| 1950 | 280.000     | 281.000     | 99,6        | 92         | 92         |            | 3.043                     |         |           | 151       | 30         |
| 1966 | 375.745     | 387.262     | 97,0        | 162        | 160        | 2          | 2.319                     |         | 6         | 221       | 33         |
| 1970 | ?           | 449.768     | ?           | 134        | 131        | 3          | ?                         |         | 5         | 291       | 35         |
| 1976 | 380.504     | 422.784     | 90,0        | 117        | 112        | 5          | 3.252                     |         | 12        | 200       | 39         |
| 1980 | 466.500     | 490.000     | 95,2        | 112        | 106        | 6          | 4.165                     |         | 6         | 193       | 41         |
| 1990 | 563.171     | 672.473     | 83,7        | 108        | 101        | 7          | 5.214                     |         | 7         | 173       | 45         |
| 1999 | 549.534     | 676.965     | 81,2        | 138        | 129        | 9          | 3.982                     |         | 15        | 232       | 51         |
| 2000 | 608.972     | 676.636     | 90,0        | 134        | 125        | 9          | 4.544                     |         | 14        | 209       | 52         |
| 2001 | 621.152     | 690.168     | 90,0        | 133        | 124        | 9          | 4.670                     |         | 14        | 212       | 52         |
| 2002 | 633.636     | 697.069     | 90,9        | 132        | 123        | 9          | 4.800                     |         | 14        | 211       | 52         |
| 2003 | 639.338     | 704.039     | 90,8        | 130        | 122        | 8          | 4.917                     |         | 18        | 248       | 52         |
| 2004 | 645.092     | 711.079     | 90,7        | 131        | 124        | 7          | 4.924                     |         | 12        | 238       | 52         |
| 2006 | 591.262     | 649.739     | 91,0        | 135        | 128        | 7          | 4.379                     |         | 14        | 229       | 52         |
| 2013 | 627.000     | 688.000     | 91,1        | 124        | 119        | 5          | 5.056                     |         | 9         | 304       | 53         |
| 2016 | 707.132     | 766.670     | 92,2        | 125        | 119        | 6          | 5.657                     |         | 11        | 220       | 53         |
| 2019 | 677.400     | 755.190     | 89,7        | 116        | 111        | 5          | 5.839                     |         | 15        | 213       | 52         |
| 2021 | 657.360     | 725.325     | 90,6        | 128        | 123        | 5          | 5.135                     |         | 10        | 211       | 53         |
| 2023 | 678.000     | 801.000     | 84,6        | 128        | 123        | 5          | 5.296                     |         | 15        | 169       | 78         |